# Chippenham

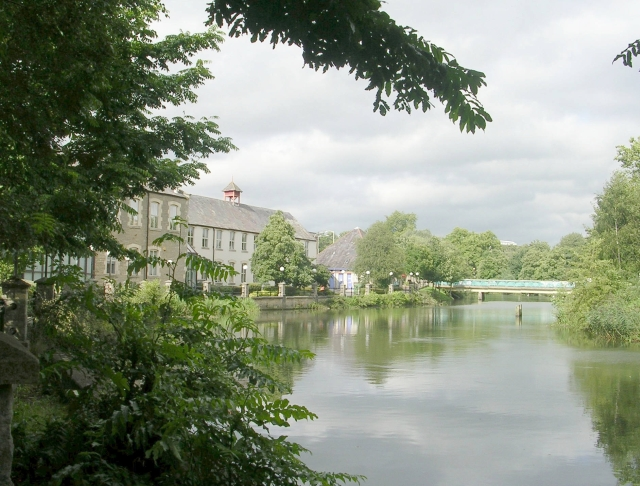
Chippenham i el riu Avon

Chippenham és una ciutat històrica amb privilegi de mercat (Market town) de Wiltshire, Anglaterra, es troba a 13 milles (21 km) a l'est de Bath, Somerset. Al cens de 2015 tenia 45.337 habitants,
Està sobre el riu Avon de Bristol dins la zona dels Cotswolds.
Chippenham és una ciutat agermanada amb La Flèche a França i amb Friedberg a Alemanya.

## Topònim
Es creu que aquesta vila va ser fundada pels anglo-saxons cap a l'any 600. La crònica anglosaxona, Anglo-Saxon Chronicle, registra el seu nom com Cippanhamme: que potser es refereix a Cippa que tindria el seu Hamm, o sia, una cleda pel ramat en el prat del riu. Alternativament també podria derivar de la paraula anglosaxona ceap, la qual significa "mercat". El nom apareix en les variants de Cippanhamm (878), Cepen (1042), Cheppeham (1155), Chippenham (1227), Shippenham (1319) i Chippyngham (1541). En el mapa de John Speed de Wiltshire (1611), aquest nom s'escriu com "Chippenham" i també com "Chipnam".

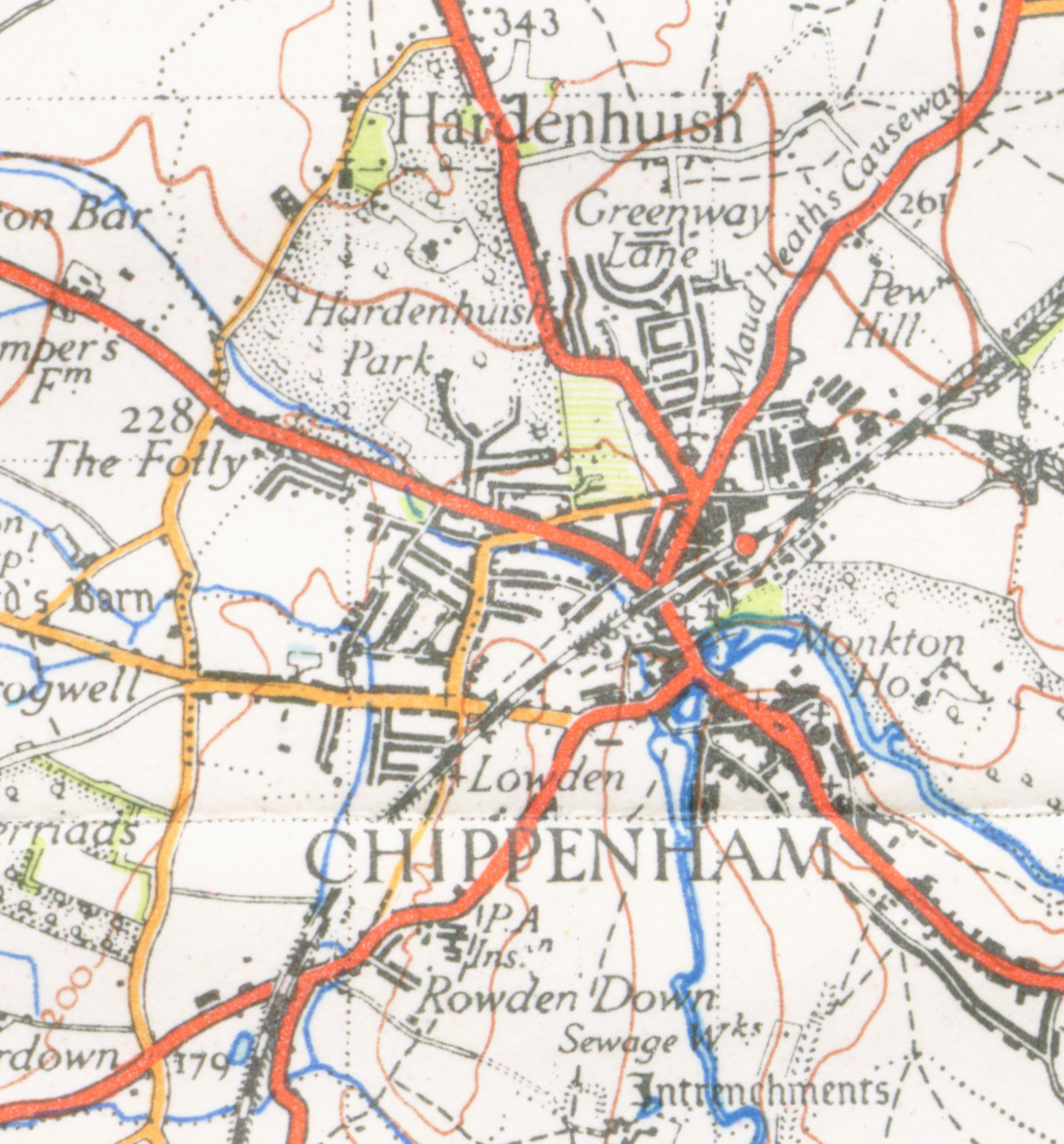
Mapa de Chippenham (1946)

## Persones rellevant relacionades amb Chippenham
- Alfred el Gran, Rei de Wessex
- Gabrielle Aplin, cantant
- Jamie Cullum, músic de jazz
- Jeremy Corbyn, polític
- Henry Fox Talbot, pioner de la fotografia
- Victoria Wicks, actriu